# K. G. Saur Verlag
K. G. Saur Verlag este o editură germană fondată de Klaus Gerhard Saur la München. Ea face parte, începând din 2006, din grupul editorial De Gruyter.

## Istoric
Editura a fost înființată în 1948 de Karl-Otto Saur și Margarethe Gringmuth ca Ingenieurbüro für Betriebs- und Büroorganisation, având sediul peste drum de Muzeul German. În 1954 compania a fost redenumită Dokumentation der Technik și s-a mutat pe Rosenheimer Strasse din München. Karl-Otto Saur și Margarethe Gringmuth ca birou de inginerie și organizație de birouri.
În 1963 Klaus Gerhard Saur s-a alăturat editurii, iar compania s-a mutat în localitatea învecinată Pullach im Isartal. După moartea fondatorului Karl-Otto Saur (1966) compania a fost redenumită Verlag Dokumentation Saur, o.H. G. și a fost condusă de atunci de cei doi fii ai săi, Karl-Otto Saur junior și Klaus Gerhard Saur.
În 1972, Daniel Melcher din Charlottesville a intrat în companie ca partener secundar. Trei ani mai târziu, compania s-a mutat în districtul Solln din Munchen. După înființarea companiilor K. G. Saur Inc. la New York și Minerva Publikation Saur GmbH în 1977, editura a fost redenumită un an mai târziu K. G. Saur Verlag, fondând la Paris K. G. Saur Editeur S.A.R.L., preluând la Londra Clive-Bingley-Verlag și fondând, de asemenea, K. G. Saur Publishing Ltd.
Din cauza dificultăților economice din unele locații, sucursala din Londra a fost vândută în 1978 către Library Association, sucursala din New York a fost, de asemenea, vândută către Hans Zell Publishers din Oxford. În 1983 a fost restabilită o sucursală în New York. În 1987 editura a fost vândută către Reed International din Londra, preluând doi ani mai târziu editura Francke AG din Berna și după încă un an Verlag Art Address din Frankfurt.
În 1991, compania s-a mutat într-un nou sediu din districtul Sendling-Westpark. În același an a fost achiziționată editura Meckler Publishing din New Haven și colecția Allgemeinen Künstlerlexikons  de la E. A. Seemann Verlag din Leipzig. În anul 2000 editura a fost preluată de Gale Group, o unitate componentă a Thomson Corporation. În anul 2005 K.G. Saur a cumpărat prestigioasa editură academică Max Niemeyer Verlag.
În 2006 editurile Saur/Niemeyer au fost achiziționate, în cele din urmă, de grupul editorial De Gruyter. Începând de atunci, produsele editurii apar sub marca De Gruyter.

## Publicații
Printre lucrările prestigioase publicate se numără, printre altele, Allgemeine Deutsche Biographie (ADB), Deutsche Biographische Enzyklopädie (DBE), Bibliotheca Teubneriana și World Biographical Information System cu informații biografice despre aproape 5 milioane de persoane, din mileniul IV î.Hr. până în prezent. În 1981 a fost completat Gesamtverzeichnis des deutschsprachigen Schrifttums, o bibliografie națională retrospectivă pentru țările vorbitoare de limbă germană. Marca De Gruyter Saur continuă să publice lucrări cu conținut științific.